# 高松築港駅

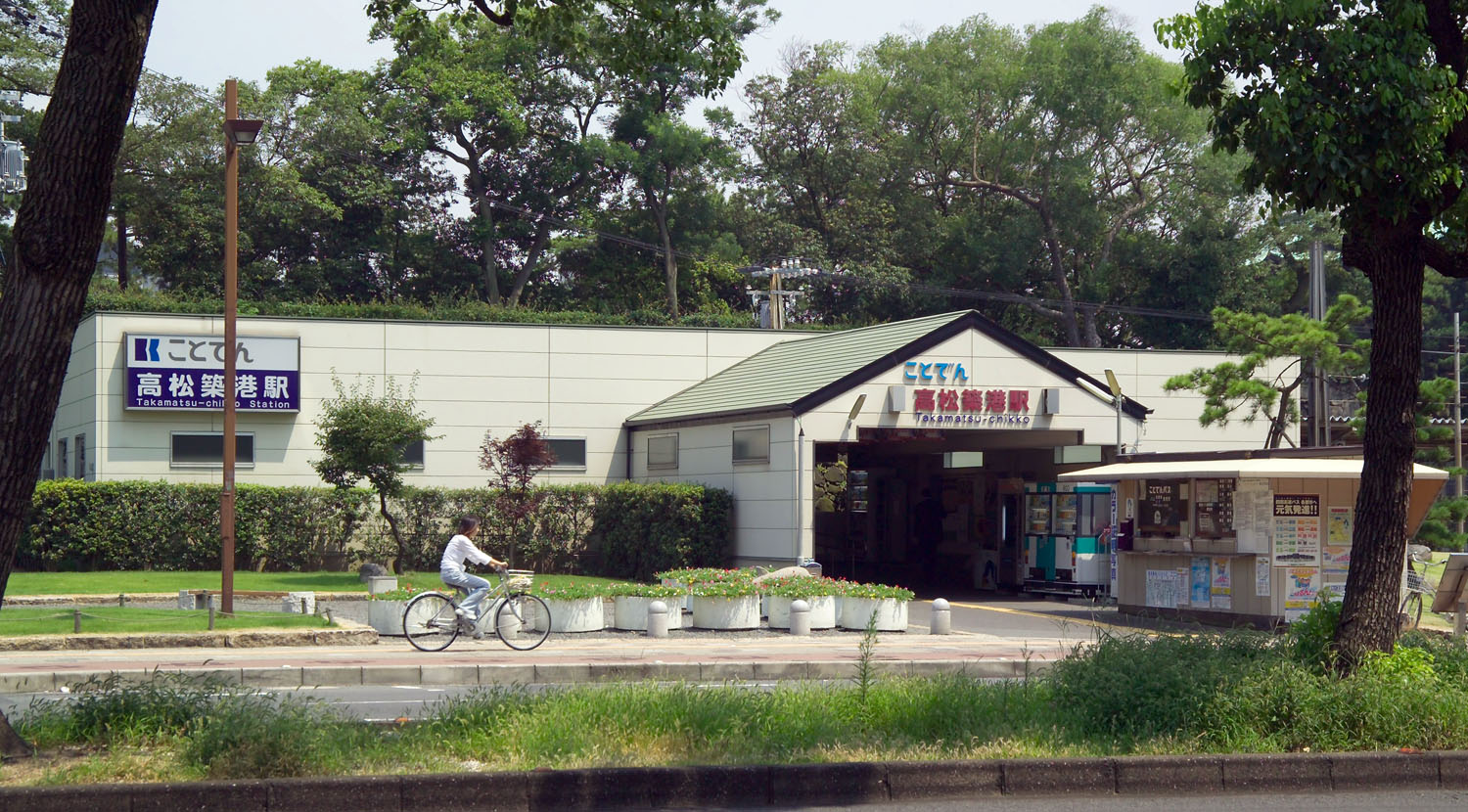
駅舎と駅前緑地

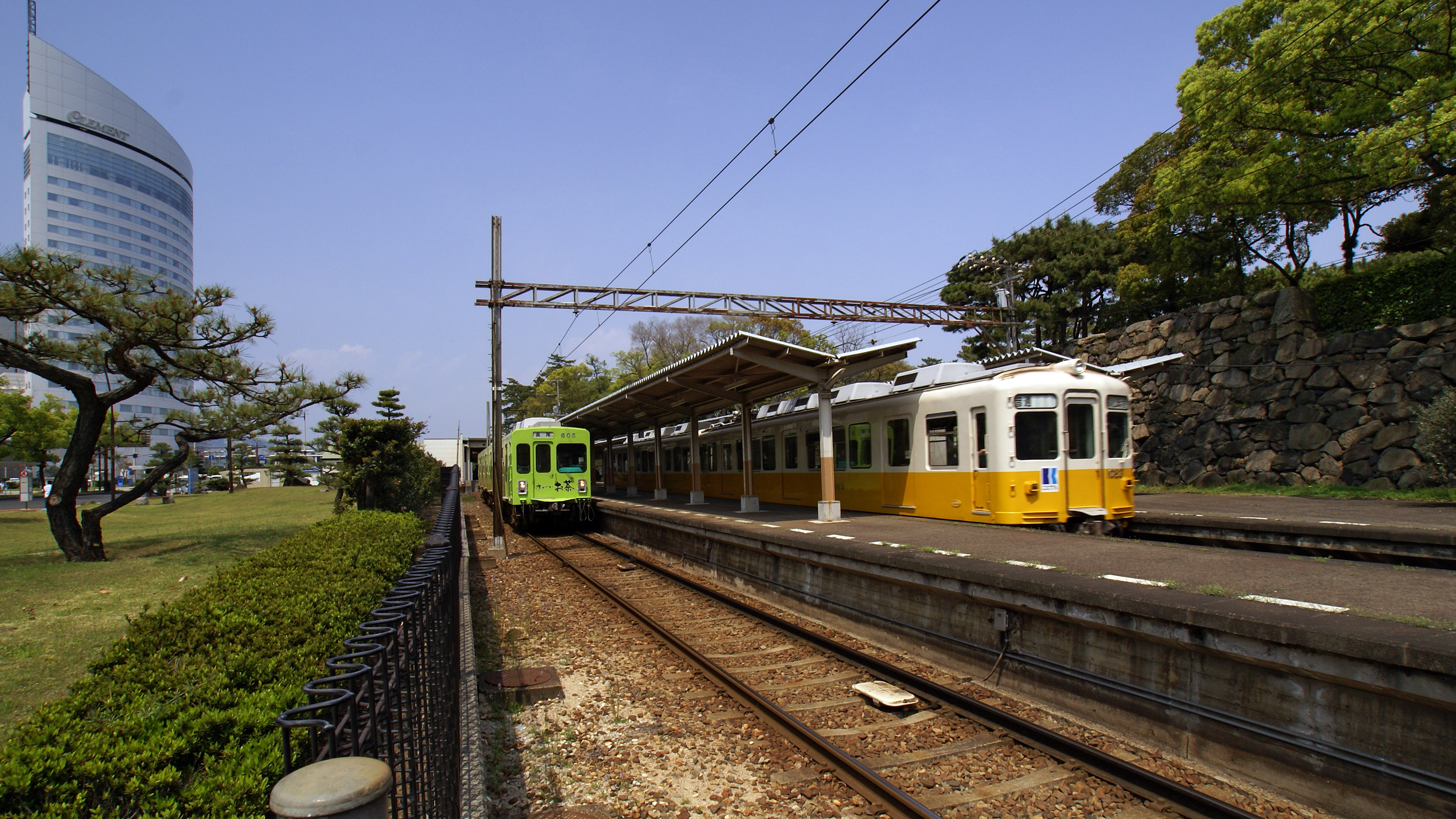
ホームと列車

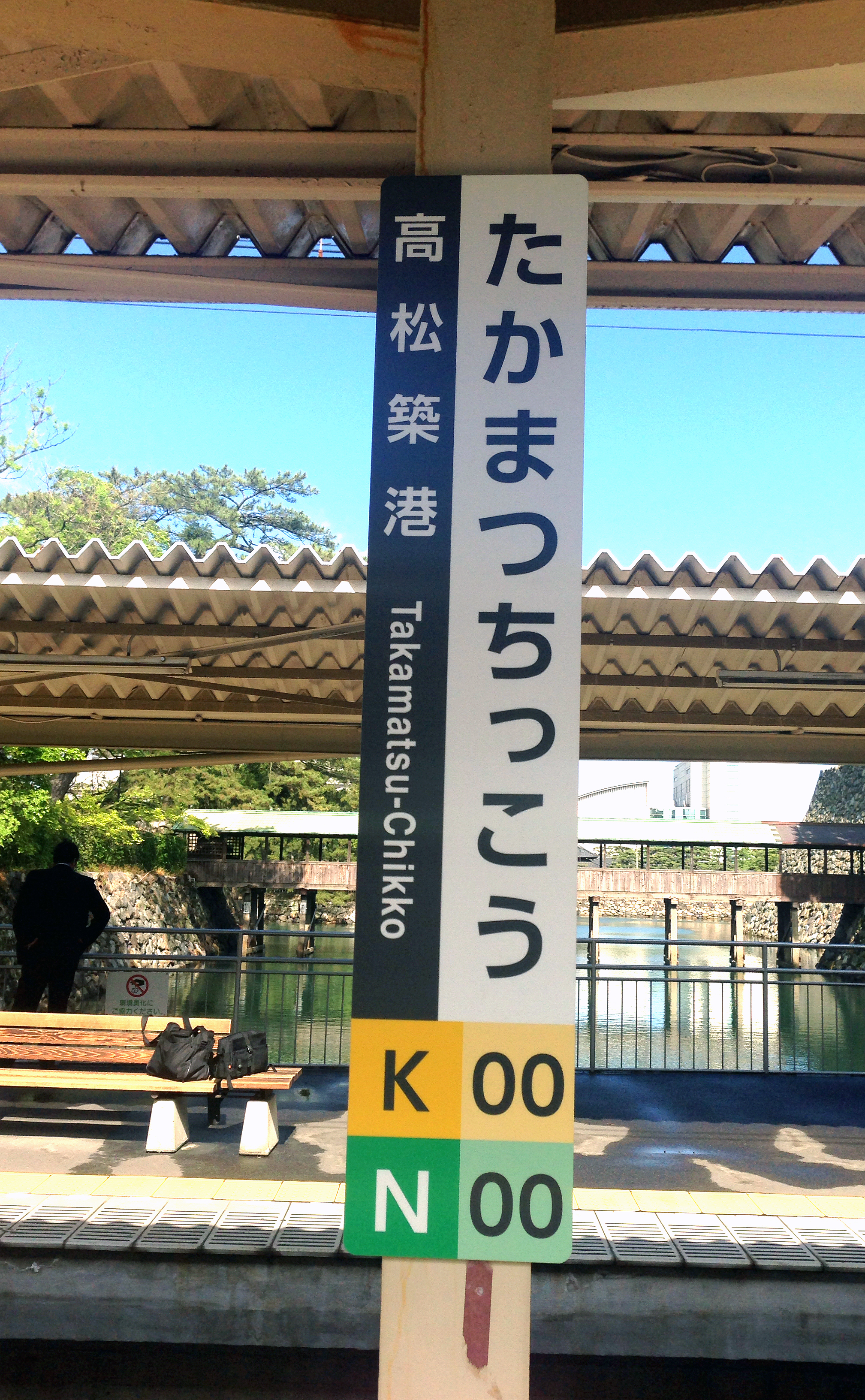
駅名標（縦型）2014年5月

高松築港駅（たかまつちっこうえき）は、香川県高松市寿町一丁目にある、高松琴平電気鉄道琴平線の駅。同線の起点であるほか、瓦町駅を起点とする長尾線の列車も乗り入れる。駅番号は琴平線がK00、長尾線がN00。普通鉄道の駅では香川県最北端である。
IruCa取扱い窓口・IruCa定期券窓口がある。JR四国の高松駅は西に約200メートル離れている。

## 歴史
- 1948年12月26日 築港駅として開業。現在の高松築港駅ができるまでの仮駅的扱いであった。当時は琴平線のみが発着。
- 1953年10月20日 志度線の電車が乗り入れを開始。
- 1954年1月1日 高松築港駅に改称。
- 1955年9月10日 仮駅から210m北寄りに移設。
- 1971年2月1日 高松グランドホテル建設のため発着線の変更と駅舎移転を実施。
- 1994年6月26日 瓦町駅の改修工事に伴い、志度線に代わって長尾線が発着するようになる。
- 2000年 高松グランドホテルが取り壊され、現在の駅舎に改築される。
- 2010年 7 - 8月にかけてホームのかさ上げ工事が実施される。

琴平線の瓦町 - 当駅間は高松空襲の被害で廃止された市内線の代替路線として戦後の1948年末に全線開通したものであり、当駅も開通と同時に開業した仮駅を経て1955年に現在地に開業した。それ以前のこの敷地は高松城の濠であり、現在1番ホームに隣接している濠が細長い当駅の敷地まで続いていた。

## 駅構造
櫛形2面2線のホームを持つ。路線別に乗り場が分けられており、琴平線が東側の1番ホーム及び降車専用の2番ホーム（3番ホームとの島式）、長尾線が西側の3番ホームを使用している。なお右記の配線図に描かれた分岐器は実際には高松城の艮櫓付近にあり、そこからホームまでの400m弱は事実上琴平線と長尾線の単線並列となる。この構造による制約を受けるため、互いの電車が支障しない形でダイヤが組まれている。
のりば

| 乗り場 | 路線    | 方向 | 行先                           | 備考     |
| ------ | ------- | ---- | ------------------------------ | -------- |
| 1      | ■琴平線 | 下り | 瓦町・一宮・滝宮・琴電琴平方面 | 線路共用 |
| 2      | ■琴平線 | -    | 降車専用                       | 線路共用 |
| 3      | ■長尾線 | 下り | 瓦町・高田・長尾方面           |          |

自動改札機（東芝製）はあるが、ICカードIruCa専用のため通常の切符の投入口はない。通常の乗車券は有人改札か、窓口で入鋏を受ける。駅舎は平屋建てで、トイレは男女別の水洗式である。

### 駅前緑地
現在、当駅と駅前に面する中央通りとの空間は芝生緑地となっている。ここには琴電グループが経営していた高松グランドホテルがあり、1971年以降当駅のホーム以外の駅舎部分はその1階に間借りする形であった。
高松市街地再開発により路線を高架化（または地下化）したうえで当駅の移転が決定し、支障となる高松グランドホテルは解体され、あわせて北に隣接していた「築港ビル（高松琴平電気鉄道の旧本社ビル）」も老朽化のため解体されていずれも緑地となっている。ただし駅の出札口や改札口の周辺は解体を免れてそのまま活用されており、西側の出入口部分が仮設で建設されたものが現在の駅舎である。このため出札口や改札口の周辺の構造は1971年に移転した際から変わっていない。
その後の情勢変化もあり、後述の通りこの移転計画は最終的に放棄された。

## 利用状況
| 乗降人員推移 | 乗降人員推移 |
| 年度         | 1日平均人数  |
| ------------ | ------------ |
| 1995         | 13,114       |
| 1996         | 12,632       |
| 1997         | 13,317       |
| 1998         | 12,390       |
| 1999         | 10,949       |
| 2000         | 10,448       |
| 2001         | 10,537       |
| 2002         | 10,366       |
| 2003         | 10,414       |
| 2004         | 10,429       |
| 2005         | 9,488        |
| 2006         | 9,580        |
| 2007         | 10,764       |
| 2008         | 10,800       |
| 2009         | 10,301       |
| 2011         | 10,432       |
| 2012         | 10,527       |
| 2013         | 10,899       |
| 2014         | 10,824       |
| 2015         | 11,297       |
| 2016         | 11,917       |
| 2017         | 12,223       |
| 2018         | 12,862       |
| 2019         | 13,128       |
| 2020         | 9,726        |

## 駅周辺

### 駅周辺施設
- 高松港
  - サンポート高松
    - 高松港旅客ターミナルビル
    - JR高松駅
    - 高松シンボルタワー
    - JRホテルクレメント高松
- 玉藻公園（高松城址）

1番線のすぐ東側に高松城の石垣や堀があり、ホームから堀を泳ぐ海水魚を眺めることができる。
- 北浜alley
- 四国電力本店
- 日本銀行高松支店
- 香川県農業協同組合本店
- 農林中央金庫高松支店
- 西日本放送本社
- 高松高等裁判所
- 高松地方裁判所
- 高松家庭裁判所
- 高松簡易裁判所
- 高松法務合同庁舎
  - 高松法務局
  - 高松高等検察庁
  - 高松地方検察庁
  - 高松区検察庁
  - 高松出入国在留管理局
  - 高松矯正管区
- 香川県高松北警察署
- 東横INN高松兵庫町

### 駅周辺主要道路
- 国道30号（中央通り・水城通り）
- 瀬戸大橋通り（さぬき浜街道）
- 香川県道173号高松停車場栗林公園線

## バスのりば
2001年に高松駅前バスターミナルが供用開始されるまで、当駅前のバスのりばはコトデンバスの始発・終着地だった。また、当駅の南方にあるコインパーキングの「ことでん玉藻町パーキング」は同社の本社車庫があった場所である。現在も朝日町線を除く同ターミナル発着の全路線が経由する。
特記なきものはことでんバス。
- 1番のりば
  - 下笠居線
    - （11）昭和町市図書館前経由弓弦羽行き
    - （13）宮脇町経由弓弦羽行き

  - 香西線 （15）宮脇町経由香西車庫行き
  - まちなかループバス東廻り
  - イオン高松線 （6）瓦町行き
- 2番のりば
  - 御厩線 （47）県立プール行き
  - 由佐線
    - （41）由佐・高松空港行き
    - （43）由佐・岩崎行き

  - 鹿角線
    - （33）香川中央高校行き
    - （35）日生ニュータウン行き
- 3番のりば
  - 川島線・西植田線
    - （61）旧空港通り・サンメッセ経由フジグラン十川行き
    - （63）旧空港通り・サンメッセ経由西植田行き
    - （65）レインボーロード・サンメッセ経由フジグラン十川行き
    - （67）高松中央インターチェンジ・林新道経由フジグラン十川行き
- 4番のりば
  - 高松空港リムジンバス 高松空港行き
  - 庵治線 （73）庵治行き
  - 大学病院線 （75）大学病院・高田駅行き
  - 浦生線 （79）浦生行き
  - 大川バス引田線 引田行き
  - 屋島大橋線 （5）健康ランド行き
- 5番のりば
  - ショッピング・レインボー循環バス（東廻り・西廻りとも）
- 8番のりば
  - 各線高松駅行き
  - 鹿角線（32）高松駅・県民ホール行き）
  - まちなかループバス西廻り
  - イオン高松線 イオンモール高松行き

大阪バスが2013年7月から2014年1月まで運行していた高速バス「高松特急ニュースター号」高松築港停留所（2013年11月30日まで停車）は、8番のりばに併設されていた。ポールは2021年1月現在も残っている。
かつて高松市に乗り入れていた琴平参宮電鉄は、8番のりばから少し南に行ったところにある日本生命高松駅前ビルの前にあった「高松駅前」バス停から発着していた。同社の撤退後、2013年に高速バスターミナルが設置されるまでは、高松駅前バスターミナルのパースが空くのを待つ高速バスの待機所となっていた。
なお、朝日町線は当駅北の水城通り上にある「高松港」バス停に停車する。

## 移設・高架化構想（中止）
香川県の再開発計画では、高架化の上ルートを変更して中央通りを跨いで西進し、JR高松駅南側の空き地に移転するはずだったが、琴電の民事再生法適用や香川県の財政難等の事情により、2005年1月に高架化事業の凍結が決定された。ただし、その決定に際しては「サンポート乗り入れによる交通結節機能の強化」が条件として付けられており、これに従って同年7月に香川県が有識者による再検討委員会を発足させた。委員会は2006年3月までに事業内容の見直し案を3つ程度答申し、それをもとに香川県側が最終判断を行うことになっていた。
最終的に委員会は5回開催され、当初予定よりも大幅に遅れて2009年5月に
1. 当初の予定通り全区間の高架化
2. 国道11号（片原町 - 瓦町駅間）以北の高架化
3. 変形五叉路となっている本町踏切（高松築港 - 片原町駅間）でさぬき浜街道を高架化

の3案を県に答申して解散した。事業費は1の場合340億円、2は200億円、3は60億円と試算された。なお、現在の事業計画では2010年度が事業完了年度となっており、同年度末には事業認可が切れるため、それまでに香川県は事業の再開・中止の決定を求められることになった。第3案が採用された場合には、当駅の移転は行われない可能性があった。
2008年の第4回検討会では、琴電のLRT化が見直し案の一つに含まれていた。上記の通り最終答申からは外されたが、これとは別に2007年に就任した高松市の大西秀人市長はLRTの導入に前向きな姿勢を示し、2008年より独自に「総合都市交通戦略検討委員会」を設置して可能性を探っている。琴電側はいずれにおいてもLRT化には慎重な姿勢を示している。
香川県の真鍋武紀知事は、2009年10月6日の定例県議会本会議で「現状では再開の目処が立たず、来年度末までの事業認可期間の延伸も非常に困難」と述べ、事業の中止に向けた意向を示した。知事は10月24日に県の公共事業再評価委員会に事業について諮問し、再評価委員会は2010年2月10日に事業中止の答申を行った。これを受けて2月25日の香川県議会で真鍋知事は計画の中止を正式に表明した。ただし、将来の再開に備えて都市計画決定自体は取り消さずに残す見通しと報じられた。この表明から12年あまりが経過した2022年3月28日に開かれた、県の都市計画のあり方に関する会合で、「高架事業の都市計画」を廃止する方針を決定した。
当初の計画では、JR高松駅とはわずかに離れているため、乗り換え時の不便さが問題視され、あるJR東日本幹部は新聞の取材に対し「（当時）まったくの更地からJRと私鉄の新駅を別々に作るケースを探すほうが難しい」とJR四国・琴電の対応に首を捻った。
中止表明に際して真鍋知事は「（両駅間の連絡については）屋根つき歩道や案内標識を整備することにより、利用者の快適性や利便性の向上を図っていく」と述べ、これを受けて2010年7月にそれまでJR高松駅入口からタクシー乗り場までであった歩道の屋根が、中央通りの交差点手前まで延長された。
高松築港駅が移転するはずだった場所は、高速バス専用ターミナルに転用されることとなり、2013年10月1日に供用を開始している（詳細は高松駅前バスターミナルを参照のこと）。

## 隣の駅
高松琴平電気鉄道
■琴平線（■長尾線直通含む）
高松築港駅（K00/N00） - 片原町駅（K01/N01）